# Арсеније Петровић
Арсеније Петровић (Бела Црква, 1803 — Земун, 1870) био је српски сликар. 

## Биографија
Припада групи обдарених нешколованих мајстора, један је од најзначајнијих из велике групе наших путујућих сликара аматера без сликарског искуства, сличних аутохтоној, самониклој уметности америчких limnera i Folk Art-a а заједничко им је невешто сликарско изражавање, спонтаност, вешина и једноставност. Главне теме су му живот и предмете који их окружују. 
Претпоставља се да је сликарство учио код неког домаћег мајстора, највероватније у Вршцу. Радио је црквено сликарство и портрете. Сликао је у Србији, Срему и Банату. Посебно је био цењен као портретиста деце.
У Србији се по први пут појављује 1839. године. Његово сликарство креће се између примитивне декоративности и бидермајерског натурализма. И поред недовољног сликарског образовања уврстио се у Србе из Аустроугарске који су одиграли значајну улогу у време стварањa модерне државе и ликовне културе младог грађанског друштва. Његова слава допрла је до кнежевог двора где 1842. слика портрет малог Петра Карађорђeвића, будућег краља Петра I. Да је Арсеније радо прихватао да слика децу и да је то чинио с радошћу и с много умећа, види се из радова изложених у конаку кнегиње Љубице: Девојчица са корпицом цвећа и Дечак с голубом; као и на платну: Портрет малог Петра Радовића, из Народног музеја у Нишу.

## Галерија
- Портрет младића, 1830.
- Стара Смедеревка, 1844.
- Девојчица са корпицом цвећа, 1845-50.
- Дечак с голубом, 1852.
- Ђорђе Тоска, 1854-6.
- Лаза Петровић, кујунџија, 1854-6.
- Карађорђе Петровић